# Alemanha Oriental nos Jogos Olímpicos de Inverno de 1980
A Alemanha Oriental mandou 53 competidores que disputaram oito modalidades nos Jogos Olímpicos de Inverno de 1980, em Lake Placid, nos Estados Unidos. A delegação conquistou 23 medalhas no total, sendo nove de ouro, sete de prata, e sete de bronze.